# Nobuko Nakahara
Nobuko Nakahara (Urawa, 5 de enero de 1929 - 5 de julio de 2008) fue una de las primeras arquitectas de Japón. Junto a Hatsue Yamada y Masako Hayashi formaron el estudio Círculo de Diseño Arquitectónico.

## Primeros años
Su madre era consejera de la ciudad y su padre maestro. Entró en la escuela secundaria para niñas en 1941, cuando estalló la Guerra del Pacífico y en 1945, fue expulsada de la institución que se había convertido en una fábrica de uniformes para los aviadores. Su casa sobrevivió a la guerra y no sufrió daños, pero la familia se acostumbró a vivir en la oscuridad ya que no estaba permitido iluminar a causa de los ataques aéreos. Solo había una pequeña parte de la casa donde todos se reunían a leer.
Entró en la Escuela Especial Kasei Gakuin en 1945 porque alguien había recomendado que era un buen lugar donde educaban a las mujeres para ser una buena ama de casa y una buena madre.
En 1951 ingresa a la Universidad Industrial Musashi. Trabajó con Kiyoshi Ikebe. Fue la tercera mujer arquitecta en Japón.
Junto a otras arquitectas, el 14 de septiembre de 1953, organizaron una asociación de mujeres arquitectas en la que participaron 29 profesionales entre 18 y 26 años. Una de ellas, que estudiaba esperanto seleccionó tres palabras como lema del grupo “pensamiento, discusión y creación” lo que inspiró el nombre de Podoko. Así surgió uno de los primeros encargos, que realizó la Asociación de Mujeres de la ciudad de Yokohama que finalmente no se construyó. En 1958 se asoció con Yamada y Hayashi.

## Trayectoria
Entre sus obras más relevantes está la Seashell Gallery en Shikoku (1967), que alberga una gran variedad de caparazones de ostras locales y extranjeras. Se trata de un pabellón azul, con luz cenital que evoca las profundidades marinas. Por fuera, los grandes faldones remiten a la arquitectura japonesa vernácula influida por el brutalismo creando una expresión propia y contemporánea. El edificio ha sido seleccionado entre los 100 edificios modernos más relevantes de Japón por el Docomomo.
Otras obras significativas del estudio son la Angle Brace House, la Summer House Karuizawa (1960), la Villa Inawashiro, en la Prefectura de Fukushima (1962), los Ski Lodges (en coautoría con Shin Architectural Office), el Hexagonal Mountain Lodge, la Easy order system villa, en Nasu (1972), los alojamientos para la Japan Women’s University en Karuizawa, y el Complejo Hillside en Yokohama, Kangawa, (1981-82).
Las arquitectas hicieron una reflexión crítica sobre los modos de vida de su país y cómo cambiaron después de la guerra, donde las casas tenían espacios de usos no determinados que son importantes para la mentalidad japonesa.
Las arquitectas hicieron una reflexión crítica sobre los modos de vida de su país y cómo cambiaron después de la guerra, donde las casas tenían espacios de usos no determinados que son importantes para la mentalidad japonesa.
Las obras en su mayoría están firmadas como Masako Hayashi / Hayashi, Yamada, Nakahara, Arquitectas. En 2001, cuando murió Masako Hayashi, la oficina fue cerrada después de más de cuarenta años de práctica.
Además del trabajo del equipo cada una de las socias realizó relevantes actividades por su cuenta. Entre las obras relevantes firmadas por Nakahara están el Edificio K, la Residencia Y y la Villa M y la casa en Kaikio (1975).
En 1963 mientras estaba haciendo prácticas en París fue cofundadora del Congreso de la UIFA (Union Internationale des Femmes Architectes), institución de la que fue vicepresidente. En 1976 participó junto a Eulie Chowdhury, Alison Smithson, Jane Drew, Denise Scott Brown, Anne Tyng, Anna Bofill, Gae Aulenti, Bola Sohande, Mona Mokhtar, Hande Suher, Nelly García, Hanne Kjerholm, Laura Mertsi y Helena Polivkova, en el International Congress of Women Architects: The Crisis of Identity in Architecture que tuvo lugar en Teherán. Como presidenta de la UIFA Japón, organizó el 12º Congreso de la UIFA en Tokio en 1998 bajo el lema Personas, arquitectura y ciudades en una era de coexistencia ambiental.
Desde 1985 dio clases en la Kasei-Gakuin University hasta 1999 cuando se jubiló.
Su obra estuvo expuesta en la exhibición Women and Architecture – creating better housing and cities/towns for supporting both work and family life que tuvo lugar en el Center for Advancement of Working Women (Tokio, 2002).
En 2010 la muestra Glass Ceilings: Highlights from the International Archive of Women Architects, Virginia Center for Architecture (Richmond, marzo a junio de 2010), recogió parte de su obra. Fue miembro de la Junta de Asesores del Archivo.